# Rodolfo Díaz (boxe anglaise)
Pour les articles homonymes, voir Rodolfo Díaz et Díaz.
Rodolfo Díaz est un boxeur philippin né le 13 mars 1946 à Rizal.

## Carrière
Il remporte la médaille de bronze dans la catégorie des moins de 48 kg aux Jeux asiatiques de 1966 à Manille. Díaz participe aux Jeux olympiques d'été de 1968 à Mexico dans la catégorie des moins de 51 kg. Il est éliminé dès le premier tour par le Zambien Kenny Mwansa.